# Vapor Lautaro
El Vapor Lautaro fue un barco de vapor de la Armada de Chile, y el segundo buque de la citada Armada en portar ese nombre. Anteriormente, entre 1857-1865 sirvió en la Marina de Guerra del Perú con el nombre de General Lerzundi´´.

## Primeros años

### Servicio en EE. UU.
Se desconoce la naturaleza del servicio que prestó en este país (mercante o militar), la web de la Armada de Chile solo señala que En 1853 estaba en servicio en U.S.A.. Además de no haber información del armamento que pudo portar.

### Primer servicio en Chile
De acuerdo a la Armada de Chile el buque en 1856 pertenecía a J.H. Bonen, de Chile. No entrega información si el buque portaba o no armamento, como tampoco de como se adquirió, ni el uso de este.
Lo más probable es que el señor Bonen, al ser un particular, usara este buque con un fin mercante.
Dado que Perú compró este buque en Chile se puede especular que se usaba en este país, ya que el hecho de que la Armada chilena diga, solamente, que el buque pertenecía a alguien de Chile, no da seguridad que su uso haya sido en ese país.
Mientras sirvió a J.H. Bonen se llamó Peytona

## Servicio en Perú

### Guerra civil peruana de 1856-1858
El 28 de diciembre de 1856 la flota rebelde, dirigidos por el general Manuel Ignacio de Vivanco, tomó las Islas de Chincha, donde comenzaron a vender guano, lo que financió la sublevación permitiéndoles en 1857 adquirir en Chile, armas y los vapores: Vulcan, al que rebautizarían Arauco, y el Peytona, rebautizado como Lambayeque.
A fines de abril la flota rebelde se reunió en las Islas de Chincha, donde el Lambayeque que había llegado recién de Chile, llevaba 1500 fusiles a Islay.
Fue capturado por la escuadra del gobierno en el combate de Bellavista el 13 de enero de 1858.
Al finalizar la guerra civil, el Lambayeque, fue integrado a la Marina peruana. El gobierno constitucional denominó al vapor como General Lerzundi en honor del general del mismo apellido que murió en el Cusco defendiendo a Ramón Castilla.

### Guerra civil peruana de 1865
En 1865 el general Mariano Ignacio Prado inició una revolución en Arequipa el 28 de febrero de 1865, en contra de la firma del Tratado Vivanco-Pareja y el Vapor fue tomado por los rebeldes en Arica al mando de Lizardo Montero, quien apoyaba a Prado.
Este golpe de Estado finalizó con el derrocamiento del Presidente Constitucional, General Juan Antonio Pezet, el 25 de abril de 1865 y Prado se proclama jefe de la República.  Sin embargo luego de dos meses, dejó la Jefatura del Estado en manos de Pedro Díez-Canseco para participar en las elecciones de ese año, donde salió elegido presidente Constitucional de la República.

## Segundo servicio en Chile
En 1865, a pesar de estar en pésimo estado, por el largo uso en la marina de Guerra del Perú, fue vendido al gobierno de Chile ante las necesidades de este en plena Guerra contra España.
Su mal estado se hizo presente el 4 de febrero de 1866, estando al mando del capitán de corbeta Luis A. Lynch y viajando de Abtao a Ancud, al reventar sus calderas. Este hecho mató a siete hombres e hirió y mutiló a otros dos, además de causar destrozos en el casco que lo dejaron inútil.
El 7 de febrero de 1866, encontrándose varado cerca de la costa para no entorpecer las maniobras de los demás buques de la escuadra aliada, se produjo el combate de Abtao, ante lo cual el capitán de corbeta Luis A. Lynch se embarcó en la goleta Covadonga. Tras el combate, el capitán de navío Juan Williams Rebolledo, comandante de la escuadra chileno-peruana, decidió buscar un refugio más seguro para la flota. El lugar elegido, el estero de Huito, en el archipiélago de Calbuco, fue reforzado con una serie de medidas para impedir la entrada de los buques españoles. Entre estas medidas, y teniendo en cuenta su mal estado, se decidió echar a pique al Lautaro el 3 de marzo para obstruir la boca del estero. Gracias a este plan defensivo, la segunda expedición española a Chiloé abandonó sus planes de atacar el apostadero y regresó a Valparaíso.